# BMW R50S
De BMW R 50 S is een motorfiets van het merk BMW.

## Voorgeschiedenis
De R 50 was in 1955 geïntroduceerd als opvolger van deR 51/3. De R 50 maakte deel uit van een hele serie nieuwe modellen: het 250cc toermodel R 26, het 500cc toermodel R 50, het 600cc toermodel R 60 en het 600cc sportmodel R 69. Deze hele serie bestond uit “Vollschwingen BMW’s”, waardoor de rij-eigenschappen aanmerkelijk beter waren dan die van hun voorgangers. De R 50 had een swingarm achtervering gekregen met twee geheel ingekapselde veer/dempingselementen, waarvan de voorspanning instelbaar was. Het achterframe maakte nog dezelfde “lus” naar beneden die ook de plunjergeveerde modellen hadden, waardoor dit nieuwe systeem op het eerste gezicht niet eens opviel. De Earles schommelvoorvork (met dezelfde veer/demperelementen) was des te opvallender. Schommelvorken waren eigenlijk al uitgestorven, en BMW was een van de eerste merken geweest die telescoopvorken toepasten. Engelse merken waren er bijvoorbeeld later mee gekomen, maar hadden wellicht daardoor meer moderne voorvorken ontwikkeld, zoals de Teledraulic en later de Roadholder fork. In elk geval was de stap die BMW in 1955 had gezet een technische verbetering, maar het uiterlijk van de BMW’s ging er nog steeds niet op vooruit. Ook de nog steeds toegepaste zweefzadels droegen bij aan het ouderwetse uiterlijk van de machines. Een Triumph T 110 Tiger uit dezelfde periode was een uitermate sportief ogende motorfiets. De R 50 had nog steeds een gelast buisframe (dubbel wiegframe) met zijspankoppelingen. Er waren volle naaf trommelremmen voor en achter. Motorblok en versnellingsbak waren van gegoten aluminium met gietijzeren cilinders en aluminium cilinderkoppen. De nokkenas lag boven de krukas en werd met tandwielen aangedreven. De stoterstangen lagen in verchroomde buisjes boven de cilinders. Motor en versnellingsbak zaten niet meer met steekassen in het frame, maar waren geschroefd, waarbij alleen de bovenste motorbevestiging van rubber schijven voorzien was. De extra handversnellingspook, die op de versnellingsbak van de voorgaande modellen zat, was bij de komst van deze serie motorfietsen voorgoed verdwenen. Het vermogen was ten opzichte van de R 51/3 slechts licht gestegen, van 24 pk naar 26 pk. De cardanas lag voor het eerst niet meer in de buitenlucht, maar in een cardantunnel waarin een oliebad zat. In de loop der tijd werden ook elektrische richtingaanwijzers (de “Koeienogen”) en een duozadel leverbaar. De BMW R 50 was een toermotorfiets zonder sportieve tegenhanger. De opvolger van de R 50 was de R 50/2 uit 1960. Hij kreeg wel een sportieve “broer”, de BMW R 50 S.

## R 50 S
Ook de in 1960 geïntroduceerde R 50 S hoorde weer bij een serie motorfietsen, die bestond uit de 250cc R 27, de 500cc toermotor R 50/2, de 500cc sportmotor R 50 S, de 600cc toermotor R 60/2 en de 600cc sportmotor R 69 S.
De Duitse motorfietsmarkt was halverwege de jaren vijftig bijna helemaal ingestort. Motorfietsen werden als "minderwaardig" vervoermiddel beschouwd, iedereen wilde een kleine auto, een dwergauto of een scooter. Sportieve motorfietsen waren nog wel gewild, maar verder moesten de Duitsers het net als de Britten in die periode vooral hebben van de export naar de Verenigde Staten. Daar was het toersegment vrijwel volledig in handen van Harley-Davidson. Sportmotoren had Harley echter niet te bieden. Men had het geprobeerd met de serie K-modellen (K, KK, KR, KH en KHK), maar die waren met hun ouderwetse zijklepmotor geen serieuze optie als sportmotor. Ook de Harley-Davidson Sportster, die vanaf 1957 werd geproduceerd, werd niet als serieuze sportmotor beschouwd. Daar lagen de kansen voor de BMW's R 50 S en R 69 S.
Ten opzichte van de serie uit 1955 waren er een aantal technische verschillen. De richtingaanwijzers werden uiteraard meteen leverbaar, en de frames werden licht verstevigd. De "S" modellen van BMW waren wereldwijd de eerste met een hydraulisch gedempte stuurdemper. Een 500cc sportmotor had BMW lange tijd niet meer geleverd. De R 51 (1938-1941) was de laatste geweest. Alle sportmodellen hierna hadden een 600cc motor. Men kan dus niet zeggen dat er een directe voorganger van de R 50 S aan te wijzen is, al is er een zekere verwantschap met de koningsasracers RS 53 en RS 54. Een opvolger kwam er eigenlijk ook niet. Omdat BMW gelijktijdig het 600cc sportmodel R 69 S uitbracht, was de R 50 S slechts een kort leven beschoren. Al in 1962, nadat er slechts 1.634 stuks geproduceerd waren, werd het model uit de handel genomen. Al met al leverde de machine met zijn 35 pk een vrij hoog vermogen. De 500 cc BSA A7 SS leverde 27 pk, een 500 cc Triumph 5T Speed Twin kwam ook niet verder dan 27 pk. Maar de concurrentie van de R 50 S kwam van de populaire R 69 S. Voor sportgebruik kozen klanten voor de sterkere R 69 S, voor zijspangebruik voor de R 60/2. De “S” modellen (zowel R 50 S als R 69 S) uit deze periode zijn te herkennen aan iets bredere kleppendeksels met slechts twee koelribben.

### Motor
Ten opzichte van de slechts 26 pk sterke R 50 kreeg de R 50 S andere carburateurs, een hogere compressieverhouding, grotere diameters van de kleppen, een gewijzigde kleptiming en een ander luchtfilter. Om de betrouwbaarheid te garanderen werden de zuigerveren, het smeersysteem, de cilinders en de koppelingsdrukring aangepast.

### Accessoires
BMW leverde vanaf ca. 1960 al haar eigen accessoirepakket. Voor de R 50 S kon men kiezen voor:
- een toerenteller
- een aluminium bagagedrager
- verschroomde cilinderbeugels en beschermbeugel voor de koplamp
- 22-liter "Schorsch Meier"-tank
- 12-volt-installatie (met twee serie geschakelde 6-volt-accu's), vooral voor politiemotoren in verband met het stroomverbruik van de verbindingsinstallatie.
- Aangepaste kickstarter (die bij de 12-volt-installatie aangeschaft moest worden omdat het originele exemplaar tegen de bredere accubak sloeg)

### Kritiekpunten
Bij het langdurig rijden met hoge toerentallen (> 6.200 tpm) konden er scheurtjes in de cilinders ontstaan, waardoor ze zelfs af konden breken. Dit probleem deed zich bij de Britse concurrenten regelmatig voor, maar daar geaccepteerd. Voor BMW rijders, die veelal vanwege de betrouwbaarheid voor het merk hadden gekozen, kon dit niet door de beugel. In 1962 werd daarom de flens van de cilindervoet verstevigd.

### Technische gegevens
|                                | BMW R 50 S                             |
| ------------------------------ | -------------------------------------- |
| Periode                        | 1960-1962                              |
| Categorie                      | sportmotor                             |
| Motortype                      | kopklepmotor                           |
| Bouwwijze                      | langsgeplaatste tweecilinderboxermotor |
| boring                         | 68 mm                                  |
| slag                           | 68 mm                                  |
| Cilinderinhoud                 | 494 cc                                 |
| Max. Vermogen                  | 26 kW/35 pk                            |
| Topsnelheid                    | 155 km/h                               |
| Aandrijving                    | cardanas                               |
| Rijwielgedeelte                | dubbel wiegframe, buisframe            |
| Voorvork                       | schommelvoorvork                       |
| Leeg gewicht                   | ca. 198 kg                             |
| Max. totaalgewicht             | 360 kg                                 |
| Max. totaalgewicht met zijspan | 600 kg                                 |
| Voorganger                     | geen                                   |
| Opvolger                       | geen                                   |